# Strategisches Personalmanagement
Das strategische Personalmanagement ist eine Teilfunktion des Personalmanagements. Das strategische Personalmanagement bildet die Schnittstelle zwischen dem Personalmanagement und dem strategischen Management bzw. der Unternehmensstrategie. Für das strategische Personalmanagement werden auch Begriffe wie „strategisches Human Resource Management“ oder „strategisches Human Capital Management“ synonym verwandt.
Das Interesse am strategischen Personalmanagement stieg in den 1980er Jahren. Autoren wie Dave Ulrich,  Schuler und Jackson forderten eine zunehmende Ausrichtung des Personalmanagements auf die Strategie des Unternehmens, statt sich auf administrative Prozesse zu konzentrieren. Dem allgemein akzeptierten Konsens, dass die Personalarbeit strategisch ausgerichtet werden sollte, bleibt in vielen Unternehmen der Beitrag der Personalfunktion bei der Entwicklung und Umsetzung der Unternehmensstrategie gering. Den geforderten substantiellen Wertbeitrag des Personalmanagements zum Unternehmenserfolg kann die HR-Funktion nicht durch eine Verringerung der Kosten der Personalarbeit leisten. Dazu sind der Anteil der Kosten der Personalfunktion in den Unternehmen zu gering. Der Wertbeitrag der HR-Funktion kann nur dann signifikant sein, wenn die Effektivität der Mitarbeiter des Unternehmens gesteigert wird. Diese kann die Personalfunktion dadurch steigern, in dem die Fähigkeiten und Kompetenzen der Mitarbeiter konsequent auf die Bedürfnisse der Unternehmensstrategie ausgerichtet wird. Durch die Ausrichtung des Humankapitals auf die Unternehmensstrategie erhält die Personalarbeit einen viel größeren Hebel, den eigenen Wertbeitrag zu steigern.

## Definition
Unterschiedliche Autoren legen verschiedene Schwerpunkte bei der Definition des strategischen Personalmanagements. Ridder definiert das strategische Personalmanagement folgendermaßen: „Unter strategischem Human Resource Management wird in der Regel ein Bezugsrahmen verstanden, der die personalwirtschaftlichen Aufgaben eng an die strategischen Ziele des Unternehmens knüpft. Ziel ist es, einen eigenständigen Beitrag zur Begründung oder Ausweitung von Wettbewerbsvorteilen zu leisten.“ Scholz betont darüber hinaus, dass im Gegensatz zum operativen Personalmanagement beim strategischen Personalmanagement nicht die Effektivität einzelner Mitarbeiter, sondern die Effektivität des gesamten Humankapitals im Vordergrund stehen müsse: „Strategisches Personalmanagement bezieht sich auf das gesamte Unternehmen und hat unmittelbaren Bezug zu den Erfolgspotenzialen des Unternehmens. Es abstrahiert von einzelnen Mitarbeitern und Stellen.“
Schuler betont dagegen die Koordination der einzelnen Aktivitäten innerhalb des Personalmanagements, um eine strategische Ausrichtung der Personalarbeit zu erreichen: „Strategic human resources management is largely about integration and adaptation. Its concern is to ensure that: 1) human resources (HR) management is fully integrated with the strategy and the strategic needs of the firm; 2) HR policies cohere both across policy areas and across hierarchies; and 3) HR practices are adjusted, accepted, and used by line managers and employees as part of their everyday work.“

## Inhalte
Die Aufgabe des strategischen Personalmanagements, die Schnittstelle zwischen Personalmanagement und Unternehmensstrategie herzustellen wird vor allem dadurch erschwert, dass in vielen Unternehmen ein diffuses Verständnis über die eigene Strategie und das firmenspezifische Verständnis des Personalmanagements existieren. Vielen Beteiligten ist unklar, in welchem Maße das Unternehmen eine Strategie nach dem Marktbasierten Ansatz z. B. nach Michael Porter, inwieweit ein Ressourcenbasierter Ansatz der Strategieentwicklung verfolgt werden. Auch beim Personalmanagement bestehen sehr unterschiedlichen Auffassungen darüber, wie aktiv oder passiv die Mitarbeiter in die Strategieentwicklung eingebunden werden sollen. So plädiert der „Soft-HRM“ oder auch „Harvard-Ansatz“ für eine stärkere Berücksichtigung der Interessen und Rollen der Mitarbeiter in der Strategieentwicklung, während der „Hard-HRM“ oder „Michigan-Ansatz“ die Mitarbeiter als passiv die Strategie umsetzende Akteure behandelt.
Um das Personalmanagement erfolgreich mit der Unternehmensstrategie verbinden zu können, müssen vier Fragen beantwortet werden:
1. Welches Humankapital wird für die Umsetzung der Unternehmensstrategie benötigt?
2. Wie entwickelt das Personalmanagement des Unternehmens die notwendigen Instrumente, Prozesse und Strukturen, mit denen das für die Umsetzung der Unternehmensstrategie benötigte Humankapital bereitgestellt wird?
3. Wie organisiert sich die Personalfunktion des Unternehmens, um die notwendigen Instrumente, Prozesse und Strukturen abbilden zu können?
4. Wie aktiv ist das Humankapital des Unternehmens in die Entwicklung der Unternehmensstrategie eingebunden?